# Eli Babalj
Eli Babalj (Sarajevo, 21 febbraio 1991) è un ex calciatore australiano, di ruolo attaccante.

## Statistiche

### Cronologia presenze e reti in nazionale
| Cronologia completa delle presenze e delle reti in nazionale ― Australia | Cronologia completa delle presenze e delle reti in nazionale ― Australia | Cronologia completa delle presenze e delle reti in nazionale ― Australia | Cronologia completa delle presenze e delle reti in nazionale ― Australia | Cronologia completa delle presenze e delle reti in nazionale ― Australia | Cronologia completa delle presenze e delle reti in nazionale ― Australia | Cronologia completa delle presenze e delle reti in nazionale ― Australia | Cronologia completa delle presenze e delle reti in nazionale ― Australia |
| Data                                                                     | Città                                                                    | In casa                                                                  | Risultato                                                                | Ospiti                                                                   | Competizione                                                             | Reti                                                                     | Note                                                                     |
| ------------------------------------------------------------------------ | ------------------------------------------------------------------------ | ------------------------------------------------------------------------ | ------------------------------------------------------------------------ | ------------------------------------------------------------------------ | ------------------------------------------------------------------------ | ------------------------------------------------------------------------ | ------------------------------------------------------------------------ |
| 14-11-2012                                                               | Hwaseong                                                                 | Corea del Sud                                                            | 1 – 2                                                                    | Australia                                                                | Amichevole                                                               | -                                                                        | 82’                                                                      |
| 7-12-2012                                                                | Hong Kong                                                                | Guam                                                                     | 0 – 9                                                                    | Australia                                                                | Coppa dell'Asia orientale 2013 - 2º turno                                | 2                                                                        | 56’                                                                      |
| Totale                                                                   |                                                                          | Presenze                                                                 | 2                                                                        |                                                                          | Reti                                                                     | 2                                                                        |                                                                          |

## Palmarès

### Club

#### Competizioni nazionali
- Campionato australiano: 1

Adelaide Utd: 2015-2016
- A-League Premiership: 1

Adelaide United: 2016